# Факультет міжнародних відносин і політології Лодзького університету
Факультет міжнародних відносин і політології в Лодзькому університеті було засновано 1 вересня 2000 року. Факультет має першу наукову категорію. У польському контексті це свідчить про найвищу якість проведених досліджень, які є як міждисциплінарними, так і міжнародними. Дослідження є міждисциплінарним, оскільки поєднують різні дисципліни в галузі міжнародних та політичних досліджень.
Крім того, навчання на факультеті міжнародних відносин і політології поєднує в собі наукові досягнення гуманітарних, соціально-економічних наук, включаючи маркетинг і менеджмент. Варто зазначити, що велике значення мають міжнародні культурологічні дослідження, зосереджені на різноманітних географічних областях і окремих культурних проблемах міжнародного значення.
Навчання на факультеті — це чудова можливість швидко вивчити дві або більше іноземних мов. На додаток до класичних мовних курсів, навчання базується на активній участі в лекціях і семінарах, що проводяться іноземними мовами на окремі теми, пов'язані з міжнародним бізнесом, політикою, ЗМІ та журналістикою.

## Якість викладання
- У 2011—2012 роках факультет міжнародних відносин і політології Лодзького університету здобув перемогу в регіональному (Лодзьке воєводство) загальнопольському конкурсі Studencki Nobel («Академічний Нобель»). Лауреатом став Павло Рогалінський, студент політології та менеджменту. Він став одним із найкращих студентів у Польщі[2].
- Гроно кваліфікованих викладачів — як іноземні науковці з Мексики, Іспанії, США, Австралії та Індії, так і польські лектори, які вільно проводять заняття з іноземних мов у Польщі та за кордоном.

## Адміністрація
- Декан факультету міжнародних відносин і політології — професор Томаш Доманський.
- Заступник декана з наукових досліджень та міжнародних справ — професор Христина Куявіньська Кортні.
- Заступник декана з викладання та навчання — професор Малгожата Петрасяк.
- Заступник декана зі студентських справ — доктор наук Катажина Доспял-Борисяк.